# Kutry desantowe projektu 719
Kutry desantowe projektu 719 (w kodzie NATO: Marabut) – seria trzech, eksperymentalnych kutrów desantowych zaprojektowanych i wybudowanych w Stoczni Marynarki Wojennej.

## Historia
Po zbudowaniu serii kutrów desantowych projektu 709 planowano wprowadzić, nowy i większy typ jednostek desantowych tej klasy wybudowanych z laminatów poliestrowo-szklanych. Zakładano, że nowy typ kutrów będzie w stanie zabrać na pokład samochód terenowy GAZ-69. Początkowo w fazie projektowania nowych jednostek planowano zastosowanie klasycznego kadłuba, jednak w toku prac zastosowano układ typu „sanie morskie”. Układ ten sprawiał, że dobijająca do brzegu jednostka podczas wysadzania desantu nie ulegała „przyssaniu” do piasku całą powierzchnią dna kadłuba co ułatwiało wycofanie się na głębsze wody po wyładowaniu desantu.
W odróżnieniu od mniejszych jednostek proj. 709 od początku prac projektowych zastosowano w pełni zabudowaną ładownię oraz okręty uzbrojono w wielkokalibrowy karabin maszynowy znajdujący się w wieży opracowanej dla transporterów opancerzonych SKOT i TOPAS.
Budowę pierwszej, prototypowej jednostki nowo powstałego projektu 719 rozpoczęto w 1969 roku w Stoczni Marynarki Wojennej, natomiast wcielenie jej do służby planowano na 1970 rok. Nowe okręty określono typem Marabut, który był taki sam jak nazwa kodowa NATO. Z powodu przeciągających się prób okręt wcielono do służby włącznie z dwoma seryjnymi kutrami 9 marca 1975 roku. Wszystkie trzy jednostki weszły w skład 2. Brygady Okrętów Desantowych. Okręty te pełniły oprócz roli doświadczalnej także zadania stawiane przed kutrami desantowymi w Marynarce Wojennej. W czerwcu 1975 roku wszystkie trzy okręty uczestniczyły w ćwiczeniach o kryptonimie Posejdon-75. Dosyć szybko okazało się, że zastosowany materiał kadłuba nie sprawdzał się przy okrętach desantowych – kadłub ulegał licznym uszkodzeniom w czasie eksploatacji. W lipcu 1982 roku stworzono listę wszystkich usterek okrętów typu Marabut oraz wprowadzono ograniczenia w ich dalszej eksploatacji. Wśród usterek wymieniano m.in. pękanie poszycia kadłuba, liczne jego odkształcenia, przecieki wody do płóz (co powodowało przechyły wynoszące 12°), a także luzowanie się śrub oraz problemy z rampą desantową. Okręty po opublikowaniu listy usterek nie mogły opuszczać portu przy stanie morza wyższym niż 2 oraz zaprzestano transportu pojazdów w ładowniach i udziału w ćwiczeniach desantowych.
Wszystkie trzy okręty wycofano 31 sierpnia 1984 roku.
| Zestawienie kutrów desantowych projektu 719 | Zestawienie kutrów desantowych projektu 719 | Zestawienie kutrów desantowych projektu 719 | Zestawienie kutrów desantowych projektu 719 |
| Nazwa                                       | Numer burtowy                               | Wejście do służby                           | Wycofanie ze służby                         |
| ------------------------------------------- | ------------------------------------------- | ------------------------------------------- | ------------------------------------------- |
| KD-64                                       | 872                                         | 9 marca 1975                                | 31 sierpnia 1984                            |
| KD-67                                       | 873                                         | 9 marca 1975                                | 31 sierpnia 1984                            |
| KD-70                                       | 874                                         | 9 marca 1975                                | 31 sierpnia 1984                            |

## Konstrukcja
Kutry desantowe projektu 719 wykonane były z laminatu poliestrowo-szklanego. Ich kadłub, wybudowany w układzie „sań morskich”, długi był na 19,7 m, szeroki na 4,2 m, zaś zanurzenie wynosiło 2,2 m i zmniejszało się ku dziobowi, gdzie wynosiło 0,8 m. Okręty te wypierały 28,8 tony. W dziobowej części kadłuba znajdowała się w pełni zabudowana ładownia z rampą desantową, na śródokręciu ulokowana była sterówka, zaś w części rufowej znajdowała się siłownia. Kutry te miały sterówkę wzmocnioną od przodu i boków płytami ze stali pancernej, z której wykonano także rampę desantową. Załoga składała się z 4 osób. Kutry proj. 719 były w stanie transportować 60 żołnierzy desantu lub 40 żołnierzy i jeden samochód terenowy GAZ-69.
Na dachu sterówki zamontowano maszt, na którym zamontowane były wyłącznie światła nawigacyjne i antena łączności UKF oraz stanowisko strzeleckie z wieżą pochodzącą z transporterów TOPAS i SKOT, w której to znajdował się wielkokalibrowy karabin maszynowy kalibru 14,5 mm.
Napęd stanowił jeden silnik wysokoprężny M50F5 o mocy 1200 koni mechanicznych napędzający pojedynczy pędnik składający się z dwóch śrub w układzie tandemu. Tak skonfigurowany układ napędowy pozwalał na osiągnięcie maksymalnej prędkości wynoszącej 18 węzłów.